# Microregiunea Szarvas
Microregiunea Szarvas (în maghiară Szarvasi kistérség) a fost o microregiune statistică (kistérség) din județul Békés, Ungaria.
Cu o populație de 43.063 locuitori și o suprafață de 821,57 km2, aceasta a existat până în 2014, când în Ungaria, microregiunile ”kistérségek” au fost înlocuite de districte (járások).